# John Thompson Emlen
John Thompson Emlen, Jr. (* 28. Dezember 1908 in Germantown, Philadelphia, Pennsylvania; † 8. November 1997 in Madison, Wisconsin), häufig auch als John T. Emlen zitiert, war ein US-amerikanischer Ornithologe und Ethologe.

## Leben
Emlen war der Sohn von John Thompson Emlen, Sr. und Mary Carpenter Jones. Er besuchte die Germantown Friends School, das Haverford College, wo er 1931 den Bachelor of Science erwarb, und die Cornell University, wo er 1934 mit der Dissertation Roosts and night roosting of birds unter der Leitung von Arthur A. Allen zum Ph.D. promoviert wurde. 
Die Sommer nach seiner Schulzeit arbeitete er als Ranger im Glacier-Nationalpark. Nach einer kurzen Tätigkeit bei Aldo Leopold an der University of Wisconsin–Madison und einem dreimonatigen Aufenthalt zur Erforschung des Lebensraums von Wasservögeln in den Tälern des Mississippi River und des Missouri River für das Bureau of Biological Survey nahm er einen Lehrauftrag bei Tracy I. Storer im Fachbereich Zoologie am College of Agriculture an der University of California, Davis, an. 
Während der nächsten acht Jahre verbrachte er viel Zeit mit der Bekämpfung von als Schädlingen betrachteten Krähen und Stärlingen, die Populationen der Schopfwachtel in der Nähe des Campus erregten jedoch sein besonderes Interesse. Am einflussreichsten war zu diesem Zeitpunkt ein Besuch von David Lack, bei dem die beiden Wissenschaftler Daten sammelten, die später zu einer gemeinsamen Arbeit über die Nistbiologie des Dreifarbenstärlings führten. Es folgten regelmäßige Reisen nach Berkeley und Treffen mit Joseph Grinnell, Alden Holmes Miller und E. Raymond Hall.
In den acht Jahren, die Emlen in Davis verbrachte, etablierte er sich als Ornithologe und Naturwissenschaftler. Da er der Gesellschaft der Quäker angehörte, verweigerte er Kampfeinsätze während des Zweiten Weltkriegs. Diese höchst unpopuläre Haltung rief bei seiner Familie, seinen Freunden und Kollegen gleichermaßen Kritik hervor. Zu seiner Erleichterung erhielt er eine Stelle an der Johns Hopkins School of Hygiene and Public Health, wo er als Rattenbekämpfungsbeauftragter für die Stadt Baltimore tätig war. Als Schiffe aus dem kriegsbelasteten Europa in der Stadt anlegten, wuchs die Rattenpopulation und es bestand die Gefahr einer Rattenplage. Emlen nutzte seine neue Position als herausfordernde Gelegenheit, die Ideen des Habitat-Managements, die 10 Jahre zuvor von Aldo Leopold gelehrt wurden, anzuwenden, um eine Rattenepidemie zu bekämpfen und die Ausbreitung von Krankheiten einzudämmen.
1946 wurde Emlen als Professor in die zoologische Abteilung der University of Wisconsin–Madison berufen. Er unterrichtete zahlreiche Lehrgänge in Ornithologie, Säugetierkunde, Populationsökologie und Tierverhalten und führte mehrere Generationen von Studenten auf Exkursionen durch den Süden Wisconsins. Ein Fulbright-Stipendium für Feldstudien in Afrika sowie ein Guggenheim-Stipendium für Reisen in Europa ermöglichten von 1953 bis 1954 Forschungsaufenthalte, die als bedeutende Abwechslung zu den administrativen Tätigkeiten fungierten. Während dieses Zeitraums im Ausland entstand eine Vernetzung mit einflussreichen europäischen Ornithologen und Ethologen, darunter Nikolaas Tinbergen, Konrad Lorenz und Gustav Kramer.
Zwischen 1959 und 1960 kehrte Emlen nach Afrika zurück, um gemeinsam mit George B. Schaller das Verhalten von Berggorillas zu erforschen. In den frühen 1960er Jahren studierte er die Verhaltensentwicklung von Möwenküken auf Kent Island in der Bay of Fundy sowie auf Inseln vor der Küste Neufundlands. Zwischen 1962 und 1965 führte er zusammen mit seinem Doktoranden Richard Penny zwei Jahre lang Experimente zur Orientierung von Pinguinen in der Antarktis durch. Des Weiteren bereiste er Indien und die Malaiische Halbinsel, wo er sowohl die lokale Fauna als auch die komplexen sozialen und wirtschaftlichen Herausforderungen der Regionen beobachtete. Im Jahr 1965 traten bei ihm erstmals Symptome einer Herzerkrankung auf, die während der Pinguinstudie diagnostiziert wurden. Diese verschlechterten sich erheblich und führten in den letzten zehn Jahren seiner beruflichen Laufbahn in Wisconsin zu einer erforderlichen Anpassung seines Lebensstils. Obwohl er weiterhin in den Herbstsemestern Tierverhalten lehrte, musste er aus gesundheitlichen Gründen auf eine Teilzeitanstellung an der Universität wechseln und wurde dazu angehalten, sich während der Wintermonate in wärmeren Regionen aufzuhalten.
Emlen unterstützte zudem einige seiner Doktoranden bei internationalen Forschungsprojekten, darunter Gordon Ronald Stephenson, der sich mit Japanmakaken befasste, und Norman Owen-Smith, der Studien zu Breitmaulnashörnern in Südafrika durchführte. Darüber hinaus initiierte Emlen tropisch orientierte Forschungsprojekte, die mit seinen körperlichen Einschränkungen vereinbar waren. Dazu gehörten die Entwicklung und Erprobung neuer Vogelzähltechniken sowie deren Anwendung in vergleichenden Analysen von Vogelgemeinschaften auf Inseln, an der Halbinsel und dem Festland in Florida, den Bahamas sowie Baja California und Westmexiko.
Im November 1974, dem Jahr von Emlens offiziellem Ausscheiden aus der University of Wisconsin, führten zunehmend schmerzhafte Angina-pectoris-Anfälle zu einer Bypass-Operation an der medizinischen Fakultät der Stanford University. Zu diesem Zeitpunkt war das Verfahren relativ neu und stand zu Beginn seiner Herzprobleme nicht zur Verfügung. Die Operation stellte sich als überaus erfolgreich heraus, sodass er zu einer nahezu vollständigen Aktivität zurückkehren konnte. Die in seiner Autobiografie verzeichneten Einträge, die nach den Herzoperation entstanden sind, umfassen Beiträge wie Exploring Mexico’s Prehistory and Natural History (1976), Africa In Memoriam (in The Auk, Vol. 117, 1977), Hawaii (1978), South Atlantic Islands (1979), South Pacific (1980), Chihuahua’s Copper Canyon (1981), Quetzals at Last: Costa Rica (1985), Churchill, Manitoba (1986) und Argentina (1989).
Auch im Ruhestand analysierte Emlen weiterhin Daten und veröffentlichte wissenschaftliche Arbeiten. Bis in die späten 1980er Jahre war er in der Feldforschung aktiv. Im Jahr 1990 begann er mit dem Schreiben seiner Autobiografie A Naturalist for All Seasons, Part I: The Making of a Naturalist-Ornithologist, 1908–1934, die maßgeblich auf den von ihm über Jahrzehnte geführten Feldtagebüchern basiert. Ein erheblicher Teil dieser Autobiografie wurde 1998 in der Zeitschrift Passenger Pigeon der Wisconsin Society for Ornithology veröffentlicht. Emlens Forschungsinteressen umfassten die Naturgeschichte, Verbreitung und Systematik, Populationsdynamik, Physiologie, Parasitologie und Pathologie, Gemeinschaftsstruktur, Forschungsmethoden sowie das Verhalten von Organismen.
Seine Veröffentlichungen umfassen einen Zeitraum von mehr als 65 Jahren, von 1926 bis 1992.
John Emlen war ein engagierter Naturwissenschaftler, der die Relevanz grundlegender naturkundlicher Erkenntnisse erkannte. Sein Interesse an der Naturgeschichte führte ihn zur Wissenschaft, wobei er während seiner gesamten beruflichen Laufbahn ein ausgeprägtes Interesse an experimenteller Forschung bewahrte. In den frühen 1940er Jahren führte er signifikante Experimente in den Bereichen Ethologie und Ökologie durch. Im Jahr 1941 untersuchte er durch den Austausch von Gelegen bei Brutkolonien des Dreifarbenstärlings die Auswirkungen auf die Dauer des Brutzyklus. 1942 verabreichte er Hormonkapseln an Schopfwachteln, um deren Fortpflanzungsverhalten zu beeinflussen. In 1951 transferierte er Nester von Weibchen des Rotflügelstärlings außerhalb der Reviere ihrer Männchen, um zu testen, ob die Männchen bereit wären, ihre territorialen Grenzen auf die neu positionierten Nester auszudehnen. Zur gleichen Zeit beteiligte sich Emlen an der Konzeption von Experimenten zur Analyse der Populationsdynamik von Hausmäusen, um deren Wanderverhalten zu manipulieren.
Emlen erkannte auch die Bedeutung der Ontogenese von Verhaltensweisen und führte aufschlussreiche Experimente an adulten und juvenilen Vögeln durch. Er verstand, dass Parasiten, Krankheitserreger und Toxine sowohl das Verhalten als auch die Populationsdynamik von Organismen beeinflussen können, und führte einige bedeutende Experimente durch, die dazu beitrugen, die Rolle von Stress und die Reaktionen von Ratten auf vergiftete Köder zu erklären. 
Emlen brachte nicht nur Erkenntnisse aus anderen Disziplinen in die Ethologie und Ornithologie ein, sondern nutzte auch ethologische Konzepte, um Probleme in anderen Bereichen zu lösen. Seine ökologischen Studien über die Auswirkungen von Halbinseln und die Struktur von Inselavifaunen stützten sich stark auf das Verhalten als erklärende Variable. Einige dieser Arbeiten waren Vorläufer der breiten Anwendung der Nahrungssuche zur Klärung einer Vielzahl ökologischer Probleme.

## Mitgliedschaften und Auszeichnungen
1925 trat Emlen im Alter von 16 Jahren  der American Ornithologists’ Union bei. Im Jahr 1941 wurde er gewähltes Mitglied und 1949 zum Fellow ernannt. 1973 erhielt er den Elliott Coues Award der Union zu Ehren und in Anerkennung seiner bedeutenden Forschungsarbeiten über das Verhalten, die Ökologie und den Schutz von Vögeln. Er war von 1975 bis 1976 Präsident der American Ornithologists’ Union. Darüber hinaus war er Mitglied auf Lebenszeit der Association of Field Ornithologists und Ehrenmitglied der Cooper Ornithological Society, wo er 1942 zum Präsidenten der Northern Division gewählt wurde. Er diente als Präsident der Wilson Ornithological Society (1956–1957) und der Wisconsin Society for Ornithology (1955–1956). Emlen war maßgeblich an der Gründung der Animal Behavior Society beteiligt und wurde 1966 als eine von 14 Personen in die erste Gruppe der Fellows dieser Gesellschaft gewählt. Im Jahr 1970 wurde ihm von seiner Alma Mater, dem Haverford College, die Ehrendoktorwürde verliehen.

## Privates
Während seines Studiums an der Cornell University lernte Emlen Virginia „Jinny“ Merritt (1910–1999), die Tochter des Cornell-Physikprofessors Ernest George Merritt kennen, die vom Swarthmore College nach Cornell wechselte, um dort einen Abschluss in Politikwissenschaften zu machen. Die beiden heirateten am 25. Juni 1934. Aus dieser Ehe gingen drei Söhne hervor, die alle wissenschaftliche Karrieren eingeschlagen haben.
John Merritt Emlen (* 1938) war ein leitender Biologe beim United States Geological Survey in Seattle, Washington. Er hat bedeutende Beiträge zur Populationsbiologie geleistet und ist Autor von zwei Lehrbüchern über Ökologie. 
Stephen Thompson Emlen (* 1940) war Jacob Gould Schurman Professor für Verhaltensökologie an der Cornell University. 1966 entwickelte er gemeinsam mit seinem Vater den Emlen-Trichter, einen Käfig, durch den die Aktivität und Zugrichtung von gefangenen Zugvögeln während der Zugunruhe bestimmt werden kann.
James Woodruff Emlen (* 1945) entschied sich für eine medizinische Laufbahn in der Immunologie. Er war viele Jahre lang Mitglied des Lehrkörpers der medizinischen Fakultät der University of Colorado Colorado Springs  und Vizepräsident für wissenschaftliche Angelegenheiten bei dem Biotechnologieunternehmen InterMune in Palo Alto, Kalifornien.

## Dedikationsnamen
Emmett Reid Dunn benannte 1932 die Froschart Craugastor emleni nach Emlen, der den Holotypus während einer Expedition in Honduras gesammelt hatte. Auch das mittlerweile ungültige Taxon Myiochanes emleni, heute ein Synonym der Unterart Contopus pertinax minor des Mexikoschnäppertyranns, das 1932 von Witmer Stone beschrieben wurde, ist nach John Thompson Emlen benannt worden.